# Devade
Genre
Synonymes
- Diotima Simon, 1880 nec Reichenbach, 1854
- Pseudauximus Denis, 1955 nec Simon, 1902
- Strinatinella Denis, 1957
- Momius Andreeva & Tyschchenko, 1969

Devade est un genre d'araignées aranéomorphes de la famille des Argyronetidae.

## Distribution
Les espèces de ce genre se rencontrent en écozone paléarctique.

## Liste des espèces
Selon World Spider Catalog (version 26, 10/07/2025) :
- Devade dubia Caporiacco, 1934
- Devade indistincta (O. Pickard-Cambridge, 1872)
- Devade kazakhstanica Esyunin & Efimik, 2000
- Devade lehtineni Esyunin & Efimik, 2000
- Devade libanica (Denis, 1955)
- Devade longa Wang, Yang, Marusik & Zhang, 2025
- Devade miniatura Zamani & Marusik, 2025
- Devade miranda Ponomarev, 2007
- Devade mongolica Esyunin & Marusik, 2001
- Devade naderii Zamani & Marusik, 2017
- Devade pulla Wang, Yang, Marusik & Zhang, 2025
- Devade pusilla Simon, 1911
- Devade qiemuensis (Hu & Wu, 1989)
- Devade tenella (Tystshenko, 1965)

## Systématique et taxinomie
Diotima Simon, 1880, préoccupé par Diotima Reichenbach, 1854, est remplacé par Devade par Simon en 1885. Il est placé dans les Argyronetidae par Montana, Cala-Riquelme, Crews, Gorneau, Al-Jamal, Alequín, Spagna, Ballarin et Esposito en 2025.
Pseudauximus et Strinatinella ont été placés en synonymie par Lehtinen en 1967.
Momius a été placé en synonymie par Marusik en 1989.

## Publications originales
- Simon, 1885 : « Arachnides nouveaux d'Algérie. » Bulletin de la Société Zoologique de France, vol. 9, p. 321-327 (texte intégral).
- Simon, 1880 : « Description de Diotima hirsutissima, capture d'Araignées d'Alexandrie. » Annales de la Société Entomologique de France, sér. 5, vol. 10, p. 54-56.